# 安以軒
吳玟靜（英語：Ady An，1980年9月29日—），藝名安以軒，是台灣電視演員及歌手。活躍於台灣及中國大陸電視劇界，跨足偶像劇、時裝劇、古裝劇及武俠劇多類型劇集，並出版過一張專輯唱片，是華誼兄弟旗下女藝人。她的作品有《鬥魚》、《仙劍奇俠傳》、《下一站，幸福》、《上流俗女》、《古今大戰秦俑情》和《倚天屠龍記》等。表妹是艺人萬瑋喬。安以軒因每年都要在橫店待上好幾個月趕拍劇集，而被劇組戲稱為「橫店公主」。

## 演藝經歷
安以軒2001年於《麻辣鮮師》在戲劇嶄露頭角，後來以偶像劇《鬥魚》系列於台灣闖出知名度後，轉戰中國大陸演藝圈，獲得非常不錯的成績：2004年演出由資深電視製作人楊佩佩製作的《中華英雄》；2005年播出《仙劍奇俠傳》以林月如一角走紅；後與黃曉明合作《大漢天子3》，與趙薇與陸毅合作的《車神》、2007年演出台灣資深老牌導演伍宗德所執導的《超級男女》以及與陳道明合作《臥薪嚐膽》。2007年，在中國大陆發行首張個人專輯《i'm 天秤座》，並以此張專輯入圍“第八屆音樂風雲榜”港台地區“最佳新人獎”。
2008年與華誼兄弟簽訂經紀約，同年主演的兩部苦情年代大戲《芸娘》、《鎖清秋》輪番在中國大陸各地熱映大紅，收視連連告捷。2008年3月，她被證實患有二尖瓣膜脫垂症，心臟閉鎖不全、膽長息肉瘤等多種疾病，被迫停工在台灣靜養。同年5月復工，心臟疾病並無大礙。2009年，因趕拍電視劇《下一站，幸福》時突傳病發，但無大礙。
在《牛郎織女》安以軒與首度演戲的中國大陸「跳水王子」田亮合作，又在張紀中版《倚天屠龍記》中演出女主角趙敏，並是2011年版《水滸傳》裡唯一的台灣演員。
在間隔三年後，安以軒於2009年7月進入《下一站，幸福》劇組，《下一站，幸福》於該時段收視第一，該劇的口碑及安以軒演技均受高評價，總監稱安以軒是「戲精」。在這部台灣偶像劇中，她與吳建豪以及陳慧翎導演合作，得到台灣周日偶像劇史上單集平均收視第二高的佳績，《下一站，幸福》收視一路長紅，大受好評。這一年她獲華誼兄弟傳媒公司力捧，從近百位華誼藝人中被選為華誼群星綠葉行動和年度華誼明星會的代言人。她與明道被中國大陸戲劇製作單位評選為最喜歡合作的台灣男女偶像代表。
2009年11月，安以軒在中國大陆參與的首部電影《喋血孤城》（原名《常德大血戰》）在北京拍攝。在片中她與呂良偉、袁文康合作，安以軒飾演一位戲曲班當家花旦，並至前線擔任護士的角色，於2010年8月份在北京人民大會堂舉行首映。而電影《敏感事件》於6月在廈門拍攝，與來自美國的製作團隊合作，初步了解美國電影拍攝製作手法。8月參與演出《非誠勿擾2》，與葛優、舒淇同台，並與歌手陳楚生合唱主題曲〈愛過〉和參與MV演出。
2009年底，她與華誼兄弟及多曼尼約滿後，以默契合作的方式不續約接洽。2010年5月，華誼在台灣設點，擁有安以軒的中國大陆與台灣兩地全經紀約。
2010年1月，在電視劇《古今大戰秦俑情》接棒電影版中鞏利的角色，与杜淳共譜穿越三生三世的愛恨情仇，安以軒將一人完成現代、民國和古代三世的故事表演。4月，她向《古今大戰秦俑情》告假3天，赴象山拍攝《西遊記》「白骨精」 一角，備受關注的造型正式曝光，安以軒除做足功課，並自掏腰包花了6位數人民幣的價錢，專程從台灣請來專業造型團隊赴象山為其量身打造此次造型。而《鎖清秋》擔任安徽衛視開年大戲，一舉打敗中國大陸30多家省級衛星電視頻道的其他開年戲劇，憑藉1.46%的收視率和3.84%的市場份額勇奪同時段收視冠軍。
2011年安以軒沿續前兩年的忙碌工作，回到浙江橫店主演電視劇《後宮》、《新烏龍山剿匪記》，和《給野獸獻花》、《結婚狂想曲》等電影。於2011年中國大陸備受矚目的大戲《水滸傳》中，安以軒是唯一的台灣演員。導演任由安以軒挑選角色，原想選潘金蓮，但經紀人為避免再度有強暴戲份，而極力要求安以軒改接中國古代十大才女之一的李師師之角色。同年11月，張紀中欽點安以軒演出《西遊記》中的白骨精一角，在片中將使用化妝技術和電腦特效呈現一半人臉、一半白骨的「毁容」演出。這是安以軒繼2011年劇《水滸傳》之後，加盟的第二部翻拍版「四大名著」。安以軒為主演主角而進錄音室配音，看到自己演出片段，數度落淚，並稱是自己從影以來出演最為感人的一個角色。

## 感情生活
2017年3月，安以軒和澳門德晉集團行政總裁陳榮煉登記結婚，在美國夏威夷時間2017年6月5日舉辦浪漫海島婚禮，來自世界各地的賓客陸續抵達，2017年6月4日晚間新人在下榻酒店舉行迎賓晚宴，除了安氏企業姊妹淘劉品言、夏于喬、白歆惠、陳喬恩、廖語晴外，還有好友胡彥斌、黃湘怡等人都出席，陳榮煉的好兄弟陳國坤、陳小春等人也遠赴夏威夷祝賀，晚宴星光熠熠。婚後定居澳門。2019年產子。2020年產女。
澳門第一賭廳大亨周焯華被捕後不久，排行第二的陈荣炼在2022年1月被澳门司法警察逮捕，同年8月被澳门检察院正式起诉。2023年4月澳門初级法院一審判決陳榮煉詐騙、洗黑錢等34項罪成，不法獲利逾14億港幣，處以14年有期徒刑。2024年11月28日澳門終審法院宣布維持原判，裁定其13年刑期不變，但罰金由24億港幣減至18億港幣。

## 軼聞
安以軒與藝名同為安姓的藝人安鈞璨交情深厚，結拜為姊弟。

## 演出作品

### 電視劇（台灣）
| 年度   | 劇名                           | 電視台                   | 角色                    | 備註                                              |
| 2001年 | 橘子醬男孩                     | 華視                     | 客串                    | 日本漫畫改編                                      |
| 2001年 | 台灣靈異事件：〈真假仙〉單元   | 華視                     | 林靈                    | 特異功能女警察                                    |
| 2001年 | 藍星                           | 民視                     | 孫藍星                  | 民視首齣偶像劇                                    |
| 2001年 | 麻辣鮮師                       | 華視                     | 唐可伶                  | 以本名演出                                        |
| 2002年 | 天下無雙                       | 中視                     | 客串                    |                                                   |
| 2002年 | 瑪法達哈魔世界:<699顆蘋果>單元 | 台視                     | --                      |                                                   |
| 2002年 | 真情檔案 - 緣來就是你          | 民視                     | 劉依玲                  |                                                   |
| 2003年 | 麻辣高校生                     | 中視                     | 歐沛琦                  |                                                   |
| 2003年 | 王牌天使                       | 台視                     | 康佳柔                  |                                                   |
| 2003年 | 單身宿舍連環泡                 | 華視                     | 余若雪                  |                                                   |
| 2004年 | 鬥魚                           | 八大                     | 裴語燕 (小燕子、燕子姊) |                                                   |
| 2004年 | 鬥魚II                         | 八大                     | 裴語燕 (小燕子、燕子姊) |                                                   |
| 2004年 | 火線任務                       | 八大                     | 李嘉嘉                  | 打火弟兄的英雄故事                                |
| 2004年 | 中華英雄                       | 衛視中文台               | 陳潔瑜/華文英           | 知名台灣電視劇製作人楊佩佩製作 動作導演：程小東   |
| 2004年 | 追風少年                       | 民視                     | 朱可麗、COCO            | 以棒球為主題的電視劇                              |
| 2006年 | 白袍之戀                       | 華視                     | 劉逸寧                  | --                                                |
| 2007年 | 愛情新呼吸                     | 華視                     | 范麗莎                  | 王文華原著小說《61×57》改編                       |
| 2009年 | 下一站，幸福                   | 台視 三立都會台          | 梁慕橙                  | 導演陳慧翎首部偶像劇 台灣周日偶像劇同時段每集冠軍 |
| 2014年 | 上流俗女                       | 浙江衛視 中視 八大綜合台 | 王曼玲                  | 中國大陸名為：真愛遇到他                          |

### 電視劇（中國大陸）
| 年度   | 劇名                            | 電視台                                       | 角色                                  | 備註                               |
| 2005年 | 仙劍奇俠傳                      | 中國電視台 中視                              | 林月如 (配音：馮駿驊)                 | 2004在橫店拍攝                     |
| 2005年 | 大漢天子三                      | 中國電視台                                   | 霍祁連 (配音：李曄)                   |                                    |
| 2006年 | 極速愛戀 (又名：車神)           | 中國電視台 民視                              | 歐陽倩                                | --                                 |
| 2006年 | 雪山飛狐                        | 亞視本港台 [各地電視台]                      | 苗若蘭                                |                                    |
| 2007年 | 超級男女 (又名：愛情男女、奪標) | 中國電視台 華視                              | 杜小鳳                                |                                    |
| 2007年 | 臥薪嚐膽                        | 中國電視台 中視                              | 西施                                  | 中視播出名為《臥薪嚐膽之英雄美人》 |
| 2008年 | 芸娘                            | 中國電視台 民視 香港亞視本港台               | 芸兒、韋一嫻 (配音：劉明珠)           |                                    |
| 2008年 | 鎖清秋 (又名：天地不容)         | 中國電視台 中視                              | 杜蘭嫣 (配音：李世榮)                 | 各地地區電視台收視佳               |
| 2009年 | 牛郎織女                        | 中國電視台 年代MUCH台                        | 織女 (配音：季冠霖)                   |                                    |
| 2009年 | 倚天屠龍記                      | 中國電視台 華視 衛視電影台                   | 趙敏 (配音：季冠霖)                   | 張紀中版本                         |
| 2011年 | 古今大戰秦俑情                  | 中國電視台 中視                              | 韓冬兒、朱莉莉、徐小靖 (配音：閻萌萌) |                                    |
| 2011年 | 水滸傳                          | 中國電視台 中視                              | 李師師 (配音：李世榮)                 |                                    |
| 2011年 | 西遊記                          | 中國電視台 民視                              | 白骨精 (配音：李世榮)                 | 張紀中版本                         |
| 2011年 | 後宮                            | 浙江衛視 東風衛視 臺灣電視公司               | 邵春華 (配音：季冠霖)                 | 2011年11月6日於浙江衛視首播        |
| 2012年 | 新烏龍山剿匪記                  | 湖南衛視                                     | 阿西苗苗                              | 2012年1月19日於湖南衛視首播        |
| 2012年 | 刷新3+7之喜宴(2012微電影)       | 東方衛視                                     | 夏天                                  | 第一部微電影 胡歌安以軒7年後再合作 |
| 2013年 | 全民公主                        | 東方衛視                                     | 周曉瞳                                |                                    |
| 2013年 | 邊關烽火情                      | 东方电影频道                                 | 楊芬(羊糞蛋)                          |                                    |
| 2015年 | 金釵諜影                        | 安徽影視頻道                                 | 采蝶                                  |                                    |
| 2015年 | 昙花梦                          |                                              | 歐陽倩                                |                                    |
| 2016年 | 整容季                          |                                              | 明星患者(客串)                        | 網絡劇                             |
| 2016年 | 解密                            | 湖南衛視 貴州衛視                            | 沈鱼儿 (客串)                         |                                    |
| 2016年 | 半妖倾城第一季                  | 芒果TV 樂視視頻 LiTV                         | 应蝶                                  | 網絡劇                             |
| 2017年 | 御姐归来                        | 湖南娛樂頻道 央視八套 廣東廣播電視台珠江頻道 | 艾米尔                                |                                    |
| 2018年 | 独孤天下                        | 騰訊視頻                                     | 独孤般若                              |                                    |
| 待播   | 海上絲路                        |                                              | 海露                                  | 2014年6月開拍                      |

### 電影
| 年度   | 片名                              | 角色         | 備註                                                                                       |
| 2003年 | 風城                              | 沈依莉       |                                                                                            |
| 2003年 | 王位继承人                        | 阿华         |                                                                                            |
| 2004年 | 空手道少女組                      | 黃依依       | 首部主演電影                                                                               |
| 2010年 | 喋血孤城 (原名:常德大血戰 、衛戰) | 婉清         | 在中國大陸的首部電影 2010年8月19日於中國大陸公開上映 2009年12月8日殺青                     |
| 2010年 | 非誠勿擾2                         | 軒軒         |                                                                                            |
| 2010年 | 敏感事件                          | 羅小霓       | 2011年6月6日於中國大陸首映                                                                 |
| 2012年 | 結婚狂想曲                        | 岳琳         | 2012年3月9日於中國大陸首映                                                                 |
| 2012年 | 給野獸獻花                        | Yoyo         | 於2012年11月16日中國大陸上映                                                               |
| 2013年 | 忠烈楊家將                        | 柴郡主       | 除美國在2013年5月10日上映之外，中國等國家在2013年4月4日同步上映。                          |
| 2013年 | 控制                              | 宓蜜         | 原名:控城計，於2013年11月22日在中國大陸上映                                                |
| 2014年 | 好命先生                          | 秦思思       | 原名:我的第四個老公，2013年7月開始拍攝，於2014年8月15日在中國大陸上映                      |
| 2014年 | 秘術又名《秘術之盜墓江湖》        | 蘇魅可       | 原名:盗墓空间，是中國首部盜墓題材的影片，2014年1月開始拍攝，於2014年11月14日在中國大陸上映 |
| 2016年 | 爱情麻辣烫之情定终身              | 離婚女       | 客串                                                                                       |
| 2016年 | 我是处女座                        | 叶小萌       |                                                                                            |
| 2018年 | 鬥魚                              | 成年的裴語燕 | 客串                                                                                       |

### MV
| 年份 | 歌手           | 專輯名稱－歌名    | 備註                               |
| 2003 | B.A.D          | 我的錯            | 客串                               |
| 2009 | 胡彥斌         | 失業情歌－空位    | 打胡彥斌一掌巴成為話題             |
| 2010 | 陳楚生、安以軒 | 愛過              | 《非誠勿擾2》主題曲，與陳楚生合唱  |
| 2011 | 吴建豪         | C'est La V - 哎呀 | 與《下一站，幸福》幕後團隊再次合作 |

### 綜藝節目
| 播出年份 | 播出日期         | 播出平台                   | 節目名稱             |
| 2016年   | 1月1日           | 湖南衛視                   | 《全员加速中》第一季 |
| 2016年   | 1月22日－1月29日 | 浙江衛視、騰訊視頻、愛奇藝 | 《二十四小時》第一季 |
| 2016年   | 3月4日           | 浙江衛視、騰訊視頻         | 《王牌對王牌》第一季 |
| 2016年   | 7月16日          | 湖南衛視、芒果TV           | 《快樂大本營》       |
| 2017年   | 2月3日－2月10日  | 浙江衛視、騰訊視頻、愛奇藝 | 《二十四小時》第二季 |
| 2017年   | 6月22日          | 愛奇藝                     | 《姐姐好餓》第二季   |
| 2018年   | 3月30日－4月6日  | 浙江衛視、騰訊視頻、愛奇藝 | 《二十四小時》第三季 |

## 音樂作品

### 個人專輯
| 發行日期 | 專輯名稱                          | 曲 目                                                                              |
| -------- | --------------------------------- | ---------------------------------------------------------------------------------- |
| 2007年   | 《I'm天秤座》－安以軒首張個人專輯 | 1. 如果那天没有遇见你 2. 天香 3. 小脸进行曲 4. 心跳零距离 5. 妈妈 我很好 6. 平底鞋 |

### 歌曲演唱
| 年份   | 歌曲               | 備註                                                                         |
| ------ | ------------------ | ---------------------------------------------------------------------------- |
| 2004年 | 《不公平》         | 電視劇《鬥魚》電視原聲帶插曲〈小燕子的心聲〉                                 |
| 2007年 | 《音樂讓我說愛你》 | 中國NOKIA廣告歌曲音樂（與胡彥斌合唱）                                        |
| 2009年 | 《紅塵戀歌》       | 電視劇《新倚天屠龍記》片尾曲（與叢浩楠合唱，二人分別於台北及北京錄製後合成） |
| 2010年 | 《愛過》           | 電影《非誠勿擾2》主題曲（與陳楚生合唱）                                      |
| 2012年 | 《為你而來》       | 2012第二屆中國重慶奉節國際攝影節文藝晚會上獻唱                               |
| 2013年 | 《陪你幸福》       | 電視劇《全民公主》插曲（與李承炫合唱）                                       |

## 出版作品

### 書籍
| 年份      | 書名                             | 出版社   | ISBN            |
| --------- | -------------------------------- | -------- | --------------- |
| 2004年7月 | 《我不乖：安以軒寫真書》(附1VCD) | 時報文化 | ISBN 9571341215 |

## 廣告代言
- 光陽機車豪邁得意Easy 4U 100
- 媚登峰CF及平面廣告
- 萬泰銀行George & Mary 現金卡
- 摩黛絲衛生棉代言
- NEW POWER踢躂鞋
- 鈊象電子封神Online
- Jubonnie嘉沛妮美白面膜
- 伊韵兒
- 金飾Happiness Banquet愛の金典
- 丹姿2008 新護膚品系列[46]
- 加美光學隱形眼鏡[47]
- 浙江宏順鞋業 國雅品牌女鞋
- 丹姿水平衡BB霜
- 天龍八部2線上遊戲[48]
- 康師傅鐵觀音茶
- 伊韵兒
- 蕾琪
- 拉芳品牌代言人
- coni beauty品牌代言人

## 得獎記錄
| 年份   | 獲提名 | 獎項                                           | 結果 |
| ------ | ------ | ---------------------------------------------- | ---- |
| 2009年 |        | 『2009時尚COSMO美容大典』年度風采造型藝人獎    | 獲獎 |
| 2010年 |        | 三立電視《娛樂紅人大典》最配螢幕情侶（吳建豪） | 獲獎 |
| 2010年 |        | Yahoo!奇摩 搜尋人氣大獎 電視劇女演員           | 獲獎 |
| 2011年 |        | 優酷影視指數盛典：開年風尚女演員獎             | 獲獎 |
| 2012年 |        | 華娛衛視 十大紅人獎                            | 獲獎 |
| 2012年 |        | 亞洲偶像盛典亞洲偶像明星騰訊微博人氣獎         | 獲獎 |

## 外部連結
- 安以軒的Facebook專頁
- 安以軒的Instagram帳戶
- 安以軒的新浪微博
- 安以軒在互联网电影资料库（IMDb）上的資料（英文）
- 安以軒在香港影庫上的簡介
- 安以軒在豆瓣上的资料（简体中文）
- 安以軒在时光网上的簡介（简体中文）